# 国際会計士連盟
国際会計士連盟（こくさいかいけいしれんめい、英: International Federation of Accountants、略称: IFAC）は、会計専門職団体の国際組織である。1977年に設立され、130か国、175の加盟団体を有する。傘下に、独立した基準設定審議会を擁し、倫理、監査及び保証、会計教育、並びに公共部門会計に関する国際的な基準を設定する。本部は、米国ニューヨーク。
IFACの活動の公益性を、公益監視委員会（Public Interest Oversight Board、PIOB）が監視している。

## 独立基準設定審議会

### 国際監査・保証基準審議会
国際監査・保証基準審議会（IAASB）は、国際監査基準（ISA）を制定する独立基準設定審議会である。

### 国際会計士倫理基準審議会
国際会計士倫理基準審議会（IESBA）は、職業会計士の倫理規程（Code of Ethics for Professional Accountants）を制定する独立基準設定審議会である。

### 国際公会計基準審議会
国際公会計基準審議会（IPSASB）は、国際公会計基準（IPSAS）を制定する独立基準設定審議会である。

### 国際会計教育基準審議会
国際会計教育基準審議会（IAESB）は、国際教育基準（IES）を制定する独立基準設定審議会である。